# Cacupira tucurui
Cacupira tucurui är en skalbaggsart som beskrevs av Martins och Maria Helena M. Galileo 1991. Cacupira tucurui ingår i släktet Cacupira och familjen långhorningar. Inga underarter finns listade.